# アデバヨ・アキンフェンワ
アデバヨ・アキンフェンワ（Adebayo Akinfenwa 、1982年5月10日 - ）は、イングランド・ロンドン（イズリントン区）出身の元サッカー選手。ポジションはFW。
後述のように、サッカー選手離れした驚異的なフィジカルの持ち主としてカルト的人気を誇る。

## 経歴
ワトフォードFCの下部組織出身だが、トップチームには昇格できずリトアニアでプロデビュー。その後はウェールズやイングランドの下位クラブでプレー。プロデビューからの約20年間で、イングランドでプレー経験があるのはリーグ1（3部相当）までで、フットボールリーグ・チャンピオンシップおよびプレミアリーグでのプレー経験は長らくなかった。しかし、 2019-20シーズンに在籍したウィコム・ワンダラーズFCでフットボールリーグ1で昇格プレーオフを制し、念願の2部リーグに初挑戦することとなった。AFCウィンブルドン在籍時、FAカップ2014-153回戦リヴァプールFC戦で1ゴールを挙げるも1-2で敗れた。
2022年5月21日のリーグ1、昇格プレイオフ決勝をもって現役引退。22年のキャリアに幕を閉じた。

## 人物
子供の頃はリヴァプールFCのファンで、ジョン・バーンズがあこがれの選手だと語っている。ウィコム・ワンダラーズがチャンピオンシップ（2部）へ昇格した際には、リヴァプールのユルゲン・クロップ監督とお祝いがしたいと話した。
子供の頃はムスリムの父親の影響でラマダンを行っていたが、現在は母と同じキリスト教徒である。
その強靱なフィジカルによってよく知られており、FIFAシリーズに登場する選手中、パワー値が最も高い(初期値の段階で既にパワー値のみ上限に達している)。2014年9月にはリオ・ファーディナンド、ジョージ・グローブスらとともにFIFA 15発売記念式典に主席した。自身も同ゲームのファンであり、毎年自分のステータスを確認するのを楽しみにしていたが、「FIFA18」ではパワー値が99から98に下がっており「良いシーズンを過ごしても、反映されなくて落ち込む。なぜかパワーが下がってるし、僕は去年50試合に出て18ゴール決めたのに…」と残念な様子だった。
体重は101kg、ベンチプレスの最高値は200kgである。

## タイトル

### クラブ
FKアトランタス
- LFFタウレー: 2000–01

バリー・タウン
- ウェルシュ・プレミアリーグ: 2002–03
- ウェルシュカップ: 2002–03

スウォンジー
- フットボールリーグトロフィー: 2005–06